# رافاييل نادال في 2011
بدأ موسم رافاييل نادال لعام 2011 في تاريخ 2 يناير.

## مبادلة
شارك نادال في بطولة مبادلة العالمية للتنس الإستعراضية في العاصمة الإماراتية أبوظبي، ففي الدور نصف النهائي هزم اللاعب التشيكي توماس بيرديتش 6–4, 6–4, وتأهل إلى ثالث نهائي له على التوالي في بطولة مبادلة حيث فاز على منافسه التقليدي روجر فيدرير بنتيجة 7–6(7–4), 7–6(7–3).

## قطر
انطلق نادال في أول حدث رسمي له هذا العام عندما شارك في بطولة قطر اكسون موبيل المفتوحة للتنس فئة 250 نقطة في الدوحة، قطر، وبالرغم من معاناة نادال من الحمى والتي سببت له ضعفاً في الأداء كافح للفوز في الأدوار الثلاثة الأولى وهزم كل من كارول بيك من سلوفاكيا 6–3, 6–0 ولوكاس لاكو من سلوفاكيا 7–6(7–3), 0–6, 6–3 ثم هزم ايرنستس جولبيس من لاتفيا 7–6(7–3), 6–3, لكن في الدور نصف النهائي سقط نادال أمام نفس اللاعب الذي انهزم أمامه العام الماضي بنفس البطولة الروسي نيكولاي دافيدينكو بنتيجة 6–3, 6–2, حيث كان المرض واضحاً على نادال في تلك المباراة لكنه لم ينسحب من المباراة كونه قد تأهل مسبقاً إلى نهائي زوجي الرجال والانسحاب كان سيمنعه من المنافسة في نهائي الزوجي. برفقة مواطنه مارك لوبيز فاز نادال بلقب زوجي الرجال لبطولة قطر للمرة الثانية بعد 2009 عندما هزما الثنائي الإيطالي دانييلي براتشيالي واندرياس سيبي.

## أستراليا المفتوحة
في الدور الأول من بطولة أستراليا المفتوحة 2011, فاز نادال على البرازيلي ماركوس دانييل 6–0, 5–0, ثم انسحب اللاعب البرازيلي للإصابة في الركبة، في الدور الثاني انتصر نادال على اللاعب القادم من التصفيات الأمريكي رايان سويتنج بثلاث مجموعات نظيفة 6–2, 6–1, 6–1, بعدها قيل بأن نادال سيواجه اختباره الأول في البطولة بمواجهة الشاب الأسترالي بيرنارد توميتش لكن نادال استطاع أن ينتصر بثلاث مجموعات متتالية 6–2, 7–5, 6–3 بالرغم من تأخره في الثانية 4-0. واصل نادال تقدمه في البطولة وهزم الكرواتي مارين سيليتش 6–2, 6–4, 6–3 في المواجهة الثانية بينهما حيث كان نادال قد انهزم أمام اللاعب الكرواتي في بطولة بكين عام 2009. في مباراة ربع النهائي عانى نادال من إصابة في أوتار الركبة عندما كان في مواجهة مواطنه دافيد فيرير حيث عانى من الإصابة في وقت مبكر من المباراة، وخسر نادال بثلاث مجموعات متتالية 6–4, 6–2, 6–3 منهياً بذلك جهوده للفوز بالبطولات الأربع الكبرى على التوالي.

## كأس ديفيز
في شهر مارس، ساعد نادال منتخب إسبانيا على هزيمة المنتخب البلجيكي في المجموعة العالمية لكأس ديفيز، حيث لعب نادال مباراتين على الأراضي البلجيكية داخل القاعات الصعبة نسبياً على نادال، ففي مدينة شارلوروا انتصر نادال على روبن باميلمانس 6–2, 6–4, 6–2. وبعد ضمان تأهل إسبانيا بثلاث انتصارات متتالية فاز نادال في مباراة ليس بذات أهمية على أوليفيه روكوس بنتيجة 6–4, 6–2.

## انديان ويلز
في بطولة بي ان بي باريبا في انديان ويلز في كاليفورنيا، هزم نادال في الدور الثاني القادم من التصفيات الجنوب إفريقي ريك دي فوست 6–0, 6–2 في أول مباراة له. ثم هزم كل من الأمريكي رايان سويتنج 6–3, 6–1 وسومديف ديفارمان من الهند 7–5, 6–4, في ربع النهائي عانى نادال في مباراته أمام الكرواتي صاحب 2.08 سنتيمتر ايفو كارلوفيتش لكنه فاز بالنهاية بنتيجة 5–7, 6–1, 7–6(9–7), وفي الدور نصف النهائي التقى خوان مارتن ديل بوترو حيث تشير المواجهات الثلاثة السابقة بينهما إلى تفوق ديل بوترو، وعلى الرغم من بعض الصعوبات خصوصاً في المجموعة الأولى فاز نادال بمجموعتين متتاليتين 6–4, 6–4. وصل نادال إلى ثالث نهائي له في انديان ويلز حيث لم يسبق له أن انهزم في النهائيين السابقين فبعد تقدمه في المجموعة الأولى خسر نادال أمام اللاعب الصربي نوفاك دجوكوفيتش بنتيجة 6–4, 3–6, 2–6. وفي اليوم التالي لعب نادال ودجوكوفيتش مباراة إستعراضية ودية في مدينة بوغوتا في كولومبيا حيث فاز نادال في المباراة.

## ميامي
في بطولة سوني إريكسون المفتوحة في ميامي بدأ نادال مبارياته بالفوز على الياباني كي نيشيكوري 6–4, 6–4, ثم التقى مواطنه فيليسيانو لوبيز في الدور الثالث حيث فاز عليه بنتيجة 6–3, 6–3, وفي الدور الرابع واصل نادال تقدمه عندما هزم اللاعب الأوكراني ألكسندر دولغوبولوف 6–1, 6–2. في ربع النهائي واجه نادال اختباره الحقيقي الأول في البطولة عندما واجه المصنف السابع في البطولة التشيكي توماس بيرديتش لكن نادال انتصر في المواجهة حيث خسر المجموعة الثانية 6–2, 3–6, 6–3. في نصف النهائي التقى نادال منافسه التقليدي السويسري روجر فيدرير، وكان النصف النهائي الأول بينهما منذ أن تقابلا في نصف نهائي بطولة كأس الأساتذة عام 2007. انتهت المباراة بفوز سهل لنادال بنتيجة 6–3, 6–2. للمرة الثانية خلال إسبوعين عاد نادال ليقابل دجوكوفيتش في المباراة النهائية، كما كان الحال في انديان ويلز فاز نادال في المجموعة الأولى لكن عاد دجوكوفيتش وحسم المجموعتين الثانية والثالثة لصالحه وفاز مرة أخرى على نادال بنتيجة 4–6, 6–3, 7–6(7–3). كانت هذه هي المرة الأولى التي بلغ فيها نادال المباراة النهائية في بطولتي انديان ويلز وميامي في العام نفسه.

## مونتي كارلو
انطلق نادال عبر بوابة بطولته المفضلة رولكس مونتي كارلو المقامة في موناكو، بفقدانه مجموعة واحدة طوال البطولة هزم نادال كل من ياركو نييمينن 6–2, 6–2، ريشارد جاسكيه 6–2, 6–4، ايفان ليوبيسيتش 6–1, 6–3، والبريطاني أندي موراي 6–4, 2–6, 6–1, تأهل نادال إلى سابع نهائي له في مونتي كارلو على التوالي، حيث ثأر لهزيمته في ربع نهائي أستراليا المفتوحة هذا العام وانتصر على مواطنه دافيد فيرير بنتيجة 6–4, 7–5. بفوزه هذا أصبح نادال أول لاعب يفوز ببطولة ضمن رابطة محترفي كرة المضرب (بالإنجليزية: ATP)‏ سبع مرات في العصر المفتوح. كما حقق نادال رقم قياسي بأطول سلسلة عدد انتصارات ببطولة واحدة حيث حقق 37 انتصار متتالي في مونتي كارلو حيث لم يخسر منذ عام 2003. كان هذا اللقب هو الـ 44 في مسيرة نادال والـ 19 في سلسلة بطولات الماسترز 1000 نقطة. وكان لقب مونتي كارلو هو أول لقب لنادال منذ فوزه ببطولة اليابان المفتوحة للتنس العام الماضي. انضم نادال إلى المركز الثالث مع السويدي بيورن بورغ ومانويل أورانتس في قائمة أكثر اللاعبين الحاصلين على بطولات على الملاعب الترابية.

## برشلونة
فاز نادال بلقب بطولة برشلونة المفتوحة للتنس بانكو ساباديل حيث هزم كل من دانييل خيمنو ترافير 6–1, 6–1, وسانتياجو جيرالدو 6–3, 6–1, وجايل مونفيس 6–2, 6–2 وإيفان دوديج 6–3, 6–2, وفي النهائي لثاني اسبوع على التوالي هزم نادال دافيد فيرير بنتيجة 6–2, 6–4 وأصبح بذلك أول رجل في العصر المفتوح يفوز ببطولتين ست مرات على الأقل لكل منهما. نادال كان اللاعب الأكثر فوز بالمباريات حتى الآن في هذا الموسم بـ 29 انتصار، يذكر بان نقاط بطولة برشلونة وهي 500 نقطة لم تضاف لرصيد نادال بسبب قوانين نصتها رابطة المحترفين حيث أن النقاط لن تدخل في رصيد نادال حتى تاريخ 8 أغسطس 2011.

## مدريد
دخل نادال بطولة موتوا مدريد المفتوحة حيث كان قد فاز بها العام الفائت. ففي الدور الثاني هزم اللاعب القبرصي ماركوس باجداتيس 6–1, 6–3, ثم كان من المفروض أن يتقابل مع اللاعب خوان مارتن ديل بوترو الذي أعلن انسحابه بسبب الإصابة فتأهل نادال تلقائياً للدور الربع نهائي عندما واجه الفرنسي ميشيل لودرا وانتصر عليه بنتيجة 6–2, 6–2, بعدها التقى نادال لأول مرة هذا العام منافسه السويسري روجر فيدرير وهزمه في مباراة استمرت لثلاث مجموعات بعدما تأخر نادال في المجموعة الأولى عاد وكسب المباراة بنتيجة 5–7, 6–1, 6–3. في المباراة النهائية التقى نادال مع اللاعب الذي هزمه في نهائيي بطولتي انديان ويلز وميامي الصربي نوفاك دجوكوفيتش، وللمرة الثالثة يخسر نادال أمام دجوكوفيتش لكن هذه المرة بمجموعتين نظيفتين بواقع 7–5, 6–4.

## روما
في بطولة انترناسيونالي بي ان ال دإيتاليا المقامة في العاصمة الإيطالية روما وصل نادال إلى المباراة النهائية بعدما هزم كل من الإيطالي باولو لورينزي 6–4, 6–0, وفيليسيانو لوبيز 6–4, 6–2, ومارين سيليتش 6–1, 6–3, وريشارد جاسكيه 7–5, 6–1, بعدها خسر نادال لرابع مرة هذا العام ضد الصربي دجوكوفيتش. هذه هي المرة الأولى التي يخسر فيها نادال مرتين على الملاعب الرملية أمام نفس اللاعب في موسم واحد. وهي المرة الأولى التي يخسر فيها نادال في نهائي بطولة روما للأساتذة. ومع ذلك ظل نادال محتفظاً بصدارة الترتيب العالمي بالرغم من الهزائم المتكررة ضد ملاحقه في التصنيف دجوكوفيتش.

## فرنسا المفتوحة
انطلقت بطولة فرنسا المفتوحة لعام 2011, وكان نادال متطلعاً لمحو هزائمه أمام منافسه دجوكوفيتش، وبالرغم من ذلك لُوحظ على نادال تأثره الواضح من الهزائم الأخيرة التي تلقاها في مدريد وروما من دجوكوفيتش حيث عانى كثيراً في الدور الأول من البطولة عندما واجه اللاعب الأمريكي العملاق صاحب 2.06 سنتيمتر جون إيسنر ووصلا إلى المجموعة الخامسة والفاصلة حيث انتصر نادال في النهاية بواقع 6–4, 6–7(2–7), 6–7(2–7), 6–2, 6–4, وكانت المرة الأولى في مسيرة نادال في بطولة فرنسا المفتوحة التي يصل فيها لمجموعة خامسة حيث لم يسبق لهذا أن حصل. بعدها وبالرغم من هزيمته لمواطنه بابلو أندوخار 7–5 6–3 7–6(7–4) في الدور الثاني عانى نادال بعض الشيء في تلك المباراة وكاد أن يخسر المجموعة الأخيرة 6–1 لولا صحوته ورجوعه في المجموعة. في الدور الثالث عبر نادال بسهولة عندما هزم اللاعب الكرواتي أنطونيو فيتش بنتيجة 6–1, 6–3, 6–0, بعدها قابل اللاعب الكرواتي الآخر ايفان ليوبيسيتش وهزمه بواقع 7–5, 6–3, 6–3, في ربع النهائي التقى نادال منافسه السويدي روبن سودرلينغ الذي قابله في نهائي نسخة العام الماضي حيث لم يعانِ نادال أمامه وفاز عليه بنتيجة 6–4 6–1 7–6(7–3). في نصف النهائي التقى نادال اللاعب البريطاني أندي موراي لأول مرة في بطولة فرنسا المفتوحة، وبعد مباراة طويلة شابها العديد من كسور الإرسال حسمها نادال بثلاث مجموعات نظيفه وفاز بواقع 6–4, 7–5, 6–4 وتأهل إلى نهائي بطولة فرنسا المفتوحة للمرة السادسة خلال السبع سنوات الماضية. وعلى عكس التوقعات كان خصم نادال في النهائي هو منافسه التقليدي السويسري روجر فيدرير الذي هزم الصربي نوفاك دجوكوفيتش في نصف النهائي وكسر سلسلة انتصارات اللاعب الصربي التي بدأت منذ أخر خسارة له أمام فيدرير بالذات في نهائيات الجولة العالمية لرابطة محترفي التنس 2010. وكما جرت العادة انتصر نادال على فيدرير في نهائي فرنسا المفتوحة لخامس مرة بعد اعوام 2005,2006,2007,2008 وحقق لقبه السادس في رولان غاروس.

## كوينز
دخل نادال بطولة ايغون العشبية التي فاز بها في عام 2008. وقد شارك في مسابقتي الفردي والزوجي باعتبارها البطولة التحضيرية لويمبلدون. فكونه أحد المصنفين الثمانية الأوائل لم يشارك في الدور الأول. وأفتتح مسيرته في البطولة بالفوز على اللاعب الأسترالي ماثيو ايبدين 6–4, 6–4, ثم فاز على اللاعب التشيكي راديك ستيبانيك بنتيجة 6–3, 5–7, 6–1, بعدها انهزم نادال في الدور ربع النهائي مع الفرنسي جو ويلفرد تسونجا بواقع 6–7(3–7), 6–4, 6–1.

## ويمبلدون
خلال الأدوار الثلاثة الأولى في بطولة ويمبلدون 2011 فاز نادال على كل من مايكل راسل من الولايات المتحدة 6–4, 6–2, 6–2, ورايان سويتنج 6–3, 6–2, 6–4, وجيلس مولر من لوكسبمورغ 7–6(7–5), 7–6(7–5), 6–0 ثم واجه خوان مارتن ديل بوترو في الدور الرابع وكانت مباراة في غاية الإثارة، فبعد مجموعة اولى مثيرة تمكن نادال من الظفر بها بواقع 7–6(8–6), بالرغم من تعرضه لإصابة في الكاحل، وفي المجموعة الثانية حصل نفس الامر لديل بوترو عندما اصيب في ظهره وتمكن أيضاً من الفوز بالمجموعة الثانية بواقع 6–3 ثم تمكن نادال من الفوز بالمجموعتين الثالثة والرابعة 7–6(7–4), 6–4 والصعود للدور ربع النهائي. بعدها التقى اللاعب الأمريكي ماردي فيش وبالرغم من خسارة المجموعة الثالثة حسم نادال اللقاء بواقع 6–3, 6–3, 5–7, 6–4. في نصف النهائي واجه نادال البريطاني أندي موراي للمرة الثالثة في ويمبلدون بعد عامي 2008,2010, يذكر أنه في المرتين السابقتين كان نادال يفوز بثلاث مجموعات متتالية إلا أن هذه المرة كان البريطاني عازم على إقصاء نادال فحسم المجموعة الأولى لصالحه بنتيجة 7–5 ثم انقض نادال عليه وقلب النتيجة ليفوز بالمجموعات الثلاث الأخرى وبواقع 6–2, 6–2, 6–4, ليصعد نادال إلى نهائي ويمبلدون للمرة الخامسة على التوالي. في النهائي كان بانتظار نادال غريمه الصربي نوفاك دجوكوفيتش الذي كان قد هزم نادال في أربع مرات هذا الموسم (جميعها في نهائيات بطولات 1000 نقطة) فبعد فوز الصربي بأول مجموعتين عاد نادال ليكسب الثالثة ثم حسم المباراة اللاعب دجوكوفيتش بفوزه بالمجموعة الرابعة ويفوز باللقب بنتيجة 6–4, 6–1, 1–6, 6–3. لتكون هذه الخسارة هي الأولى لنادال في إحدى نهائيات البطولات الأربعة الكبرى التي كان قد خسرها أمام لاعب غير السويسري روجر فيدرير، وأول خسارة في ويمبلدون منذ أن خسر في نهائي عام 2007, وثالث خسارة له في نهائيات ويمبلدون، وخامس خسارة له ضد دجوكوفيتش في هذا العام، وأول خسارة له ضد اللاعب الصربي في ويمبلدون. هذه الخسارة أنهت سلسلة انتصارات نادال في نهائيات الجراند سلام والتي وصلت لسبعة ومنعته من معادلة الرقم القياسي المسجل باسم الأمريكي بيت سامبراس وهو ثمانية انتصارات على التوالي. بعد هذه البطولة اعتلى نوفاك دجوكوفيتش صدارة التصنيف العالمي لأول مرة، وبهذا كسر دجوكوفيتش هيمنة نادال وفيدرير على صدارة التصنيف والتي بدأت منذ 2 فبراير 2004. تراجع نادال للتصنيف الثاني للمرة الأولى منذ يونيو 2010.

## كندا
عاد نادال للمشاركة في بطولة كأس روجرز للأساتذة 2011, حيث صُدم بالهزيمة أمام اللاعب الكرواتي إيفان دوديج في شوط كسر التعادل بالمجموعة الفاصلة وخسر بنتيجة 1–6, 7–6(7–5), 7–6(7–5).

## سينسيناتي
انتقل بعدها للمشاركة في بطولة سينسيناتي للأساتذة حيث فاز في الدور الثاني على اللاعب الفرنسي جوليان بينيتو بنتيجة 6–4, 7–5, ثم هزم مواطنه فرناندو فيرداسكو في مباراة طويلة بواقع 7–6(7–5), 6–7(4–7), 7–6(11–9), ثم خسر في ربع النهائي أمام الأمريكي ماردي فيش بنتيجة 3–6, 4–6.

## أمريكا المفتوحة
في بطولة الولايات المتحدة المفتوحة 2011 بدأ نادال مشواره بالفوز في الدور الأول على اللاعب أندري غولوبيف بثلاث مجموعات متتالية 6–3, 7–6(7–1), 7–5, ثم هزم الفرنسي نيكولا ماهو الذي انسحب وسط المباراة عندما كانت النتيجة تشير إلى تقدم نادال 6–2, 6–2, في الدور الثالث فاز نادال على الأرجنتيني ديفيد نالبانديان بنتيجة 6–1, 7–5, وفي المؤتمر الصحفي الذي تلى هذه اللقاء شعر نادال بآلام حادة بسبب تقلصات شديدة حصلت له. في الدور الرابع هزم نادال اللاعب اللوكسبمورغي جيلس مولر 7–6(7–1), 6–1, 6–2, ثم فاز على الأمريكي أندي روديك بسهولة كبيرة 6–2, 6–1, 6–3, وفي نصف النهائي التقى نادال بالبريطاني أندي موراي في ثالث نصف نهائي جراند سلام بينهما هذا الموسم بعد فرنسا المفتوحة وويمبلدون، أيضاً في أمريكا تمكن نادال من التغلب على موراي بأربع مجموعات وهزمه بواقع 6-4, 6-2, 3-6, 6-2. في المباراة النهائية وكما حصل على مدار الموسم، خسر نادال لسادس مرة على التوالي أمام غريمة الصربي نوفاك دجوكوفيتش بنتيجة 2–6, 4–6, 7–6(7–3), 1–6.

## طوكيو
انتقل نادال إلى القارة الآسيوية للمشاركة في بطولة راكوتين جابان المفتوحة، في طوكيو وفي طريقه إلى النهائي فاز نادال على كل من جو سويدا من اليابان 6–3, 6–2, ميلوس راونيتش من كندا 7–5, 6–3, سانتياجو جيرالدو من كولومبيا 7–6(8–6),6-3, ثم ماردي فيش 7–5, 6–1. في النهائي وبالرغم من فوزه بالمجموعة الأولى أمام البريطاني أندي موراي، استطاع الاخير قلب النتيجة والفوز بالبطولة بواقع 6–3, 2–6, 0–6.

## شانغهاي
انتقل بعدها نادال للمشاركة في بطولة شنغهاي للماسترز، فاز في الدور الثاني على مواطنه جويرمو جارسيا لوبيز بنتيجة 6–3, 6–2, ثم انهزم في الدور التالي على يد المصنف الثالث والعشرين الألماني فلوريان ماير بنتيجة 6–7(5–7), 3–6.

## نهائيات الجولة العالمية
في نهائيات الجولة العالمية لرابطة محترفي التنس استطاع نادال الفوز بصعوبة في اولى مبارياته في دور المجموعات عندما هزم الأمريكي ماردي فيش بنتيجة 6-2, 3-6, 7-6(7/3), بعدها تعرض نادال لخسارة قاسية على يد منافسه التقليدي روجر فيدرير 3-6, 0-6, في واحدة من أسرع المباريات التي جرت بينهما والتي استمرت 60 دقيقة فقط. في المباراة الأخيرة كان نادال يحتاج الفوز على جو ويلفرد تسونجا للعبور إلى نصف النهائي لكنه خسر بواقع 6-7(2/7), 6-4, 3-6 وخرج من البطولة.

## نهائي كأس ديفيز
الظهور الأخير لنادال هذا العام كان في نهائي كأس ديفيز في شهر ديسمبر، حيث كان المنتخب الإسباني سيواجه نظيره الأرجنتيني في مدينة إشبيلية في إسبانيا. انتصر نادال في المباراة الأولى على صديقه الأرجنتيني خوان موناكو بنتيجة 6–1, 6–1, 6–2, ثم واجه الأرجنتيني الأخر خوان مارتن ديل بوترو حيث انتصر نادال في واحدة من أصعب المباريات التي خاضها في كأس ديفيز وفاز بنتيجة 1-6, 6-4, 6-1, 7-6(7/0).